# Aborto na Austrália
O aborto na Austrália é legal desde a década de 1970. Em 2010, o governo chegou a investir 51 milhões de dólares australianos num programa de aconselhamento à gestante com prevenção do aborto. Contudo, em tempos recentes essa política foi abandonada, com a legislação se tornando mais pró-escolha em alguns estados em 2019.
Em 1985, estima-se que foram executados na Austrália 66 mil abortos. Esse número foi estimado em torno de 71mil abortos em 1987, 83 mil em 1991, 92 mil em 1995, estabilizando-se em torno de 88 mil por ano até 2002. Levando em conta o crescimento populacional, a taxa de abortos diminuiu nos últimos períodos.
As estimativas foram extraídos da página eletrônica do Medical Journal of Australia 